# بيتر هين
بيتر غيرالد هاين، (من مواليد 16 فبراير 1950)، هو سياسي بريطاني شغل منصب وزير الدولة لأيرلندا الشمالية من 2005 إلى 2007، ووزير الدولة للعمل والمعاشات التقاعدية من 2007 إلى 2008 ومرتين كوزير دولة لويلز من 2002 إلى 2008 ومن 2009 إلى 2010. كان عضوًا في حزب العمل، وكان عضوًا في البرلمان بين عامي 1991 و 2015.

## النشأة
وُلد هاين في مستعمرة كينيا لوالدين من جنوب إفريقيا، وجاء إلى المملكة المتحدة من جنوب إفريقيا عندما كان مراهقًا وكان ناشطًا معروفًا في مناهضة الفاشية ومناهضة الفصل العنصري في السبعينيات، وأدين بالتآمر الإجرامي لقيادته أحداث العمل المباشر. انتخابه لعضوية البرلمان في انتخابات فرعية عام 1991، وعمل في البداية في حكومة توني بلير كوزير صغير في مكتب ويلز ووزارة الخارجية ووزارة التجارة والصناعة. رُقّي إلى مجلس الوزراء كسكرتير ويلز في عام 2002، وعمل في نفس الوقت كرئيس لمجلس العموم من 2003 إلى 2005 ووزير إيرلندا الشمالية من 2005 إلى 2007.
ترشح هين لمنصب نائب قيادة حزب العمل في انتخابات نائب القيادة لعام 2007، ليخلف المركز الخامس من بين ستة مرشحين. ورُقّي إلى منصب وزير العمل والمعاشات التقاعدية من قبل الزعيم الجديد جوردون براون، بينما ظل وزيرًا للويلزية. أدى فشله في إعلان التبرعات خلال مسابقة نائب القيادة إلى استقالته من كلا المنصبين في عام 2008. وعاد لاحقًا إلى مجلس الوزراء من 2009 إلى 2010 كسكرتير ويلز.
بعد هزيمة حزب العمال في الانتخابات العامة لعام 2010، كان هاين هو سكرتير الظل الويلزي في حكومة الظل في إد ميليباند من عام 2010 حتى عام 2012، عندما أعلن تقاعده من السياسة في الخطوط الأمامية.
بينما كان والده يعمل مؤقتًا هناك، وُلد هاين في نيروبي فيما كان يُعرف آنذاك بمستعمرة كينيا، لكنه انتقل إلى اتحاد جنوب إفريقيا عندما عاد والديه بعد حوالي عام. كان والديه من جنوب إفريقيا، والتر فانيت هاين وأديلين هاين، من نشطاء مناهضة الفصل العنصري في الحزب الليبرالي بجنوب إفريقيا، حيث اعتبروا أشخاصًا محظورين، وسجنوا لفترة وجيزة، ومُنعوا من العمل. أجداده، المهندس المدني والتر فانيت هاين من دندي، وماري هاين نيي جافين من غلاسكو، تزوجوا في عام 1919، وتركوا شيتلستون، لاناركشاير، في 17 سبتمبر 1920 في قلعة إدنبرة مع طفلهم حديث الولادة ويليام آيرز فانيت هين، أبحروا من ساوثهامبتون إلى جنوب أفريقيا. ولد والد هين، الذي أصبح فيما بعد مهندسًا معماريًا، هناك في 29 ديسمبر 1924. كان أجداد هين لأمهاتهم من أصل 1820 من أصل بريطاني من جنوب إفريقيا. كان جده الرابع هو جورج سوثي (1776-1831). كان شقيق صوفيا وجورج سوثي هو السير ريتشارد سوثي، المسؤول الاستعماري البريطاني، ووزير الحكومة ومالك الأراضي في جنوب إفريقيا.
عندما كان هين في العاشرة من عمره، استيقظ في الساعات الأولى من قبل ضباط الشرطة الذين كانوا يفتشون غرفة نومه بحثًا عن وثائق تجريم. في سن الحادية عشرة، أخبروه مرة أخرى بأن والديه قد سُجنوا لنشرهما منشورات لدعم حملة نيلسون مانديلا؛ الإفراج عنهم دون توجيه تهم إليهم بعد أربعة عشر يومًا من الاعتقال. في الخامسة عشرة من عمره، تحدث هاين في جنازة جون فريدريك هاريس، ناشط مناهض للفصل العنصري شُنق بتهمة القتل في تفجير محطة السكك الحديدية الرئيسية في جوهانسبرغ، مما أدى إلى إصابة 23 شخصًا وقتل امرأة مسنة، السيدة إثيل ريس. أصيبت حفيدة السيدة ريس بحروق شديدة 17 عارض هاين ووالديه بشدة القصف، لكنهم وقفوا إلى جانب هاريس وزوجته آن وابنه الرضيع ديفيد، أصدقاء العائلة. نتيجة لمضايقات الشرطة الأمنية، لم يتمكن والد هين من مواصلة عمله كمهندس معماري، وأجبرت الأسرة التي حُرمت من الدخل على المغادرة إلى المملكة المتحدة في عام 1966.

### الحياة في جنوب افريقيا ولندن
تلقى هاين تعليمه في جنوب إفريقيا في مدرسة هاتفيلد الابتدائية ومدرسة بريتوريا للبنين الثانوية وفي لندن في مدرسة إيمانويل، وهي مدرسة حكومية، وأصبحت فيما بعد مؤسسة خاصة مدفوعة الرسوم، ثم كلية كوين ماري، جامعة لندن، وتخرجت بدرجة البكالوريوس من الدرجة الأولى شهادة في الاقتصاد والعلوم السياسية في عام 1973، وجامعة ساسكس، وحصولها على الماجستير. بعد الجامعة، عمل هاين كباحث في اتحاد عمال الاتصالات من سبتمبر 1976، وترقى لاحقًا ليصبح رئيسًا لأبحاثهم.

### الانضمام إلى الأحزاب الليبرالية والعمالية
في عام 1968، انضم إلى الحزب الليبرالي وانتخب رئيسًا في عام 1971 ثم في عام 1975 رئيسًا لحزب الليبراليين الشباب، ولكن في عام 1977 انتقل إلى حزب العمل. في نفس العام، كان مؤسس الرابطة المناهضة للنازية.

## في الحكومة
بعد فوز حزب العمل في الانتخابات العامة لعام 1997، انضم إلى الحكومة، أولًا في مكتب ويلز 1997-1999، ثم وزير دولة في وزارة الخارجية وشؤون الكومنولث من 1999 إلى 2001 مع مسئولية إفريقيا والشرق الأوسط وجنوب آسيا.
في تشرين الثاني (نوفمبر) 1999، التقى كوزير لشؤون إفريقيا روبرت موغابي في لندن. قال له موغابي أعلم أنك لست واحدًا منهم، يا بيتر؛ أنت واحد منا، ولكن في اليوم التالي، عقب محاولة بيتر تاتشيل المناضل في مجال حقوق المثليين لتنفيذ اعتقال مواطن في موغابي، اتهم موغابي هين بأنه زوجة تاتشيل. في أكتوبر 2000، شكل فريق تجنب الحرب لنقل الرسائل ذهابًا وإيابًا بينه وبين وزير الخارجية العراقي آنذاك. أعضاء الفريق الذين سافروا مرارًا وتكرارًا إلى العراق نيابة عن هين هم ويليام موريس وبرهان الجلبي (رجل أعمال بريطاني عراقي المولد) وناصر الخليفة (سفير قطر في المملكة المتحدة آنذاك). وصوّت لصالح غزو العراق عام 2003، ولاحقًا عند مقارنته مع أسئلة أخرى على جدول أعمال المؤتمر السنوي لحزب العمل، واصفًا ذلك بالمسألة الهامشية. لكنه وصف لاحقًا غزو العراق بأنه كارثة وأوضح: اكتُشفت فيما بعد أن الدليل الذي أظهر لي عن أسلحة الدمار الشامل خاطئ تمامًا.

## الفكر السياسي
كتب هاين لدعم الحجج الاشتراكية التحررية، حدد محورًا يتضمن رؤية من الأسفل إلى الأعلى للاشتراكية، مع الفوضويين في النهاية الثورية والاشتراكيين الديمقراطيين [مثله] في نهايتها الإصلاحي على عكس محور اشتراكية الدولة مع الماركسيين اللينينيين في النهاية الثورية والاشتراكيين الديمقراطيين في النهاية الإصلاحية. دعا هين إلى تشجيع الديمقراطية الصناعية. هذا هو أحد مفاتيح الإنتاجية العالية والاستثمار والثروة اللازمة للنجاح الاقتصادي، من خلال المساعدة في خلق عمل جماعي أكبر والتزام وهو مطلب مهم لأنظمة الإنتاج الحديثة المعقدة.

## المصالح التجارية والخيرية
قاد هاين الحملة المتجددة لبناء قناطر سيفرن من قبل هافرين باور في عام 2012، حتى انتهى الأمر بهافرين باور في عام 2014.
منذ 2014 كان أستاذًا زائرًا في جامعة جنوب ويلز. في سبتمبر 2016، عُيّن أستاذًا زائرًا في كلية الأعمال بجامعة ويتواترسراند، وفي سبتمبر 2017 عُيّن زميلًا زائرًا في كلية هينلي للأعمال.